# Cartofílac
Cartofílac (en grec medieval χαρτοφύλαξ, paraula composta de χάρτα, «document» i φύλαξ, «guarda, preservador») era un oficial eclesiàstic encarregat dels documents i registres oficials a l'Església ortodoxa grega en els temps de l'Imperi Romà d'Orient. El càrrec era propi de Constantinoble i de les diòcesis provincials a partir del segle vi, i els que tenien aquest càrrec eren els responsables dels arxius i de la cancelleria. Alguns monestirs també tenien un cartofílac i per als convents femenins, una cartophilacissa, encarregada dels registres. El cartofílac tenia preeminència sobre tots els bisbes, encara que només era un diaca.
Al segle ix, per la rellevància del seu càrrec, el cartofílac del patriarca de Constantinoble era un dels oficials més importants del clergat, encara que nominalment tenia un baix rang. Tenia un despatx organitzat amb dotze notaris sota el seu comandament, i no exercia funcions sacerdotals. El despatx del cartofílac de Constantinoble era anàleg al cartulari de la Seu de Roma, però molt més potent i organitzada. Entre els cartofílacs coneguts d'aquell període hi ha Jordi de Pisídia i Joan XI de Constantinoble.
Jordi Codí fa una descripció de les funcions del cartofílac. Diu que era el jutge de totes les causes i la mà dreta del patriarca. Era també el dipositari i el organitzador de totes les cartes relatives als drets eclesiàstics que es guardaven a l'arxiu, anomenades «cartofilacis» (en llatí cartophylacium i en grec: χαρτοφυλακίων), i a més estava encarregat de mantenir en secret tota la correspondència. Presidia així mateix les causes matrimonials i era el principal intermediari entre el clergat i el patriarca, en controlava la correspondència i determinava qui en podia tenir accés. Examinava els candidats al sacerdoci i els preparava certificats. Escrivia erotapokriseis o temes sobre qüestions canòniques en forma de diàleg entre mestre i alumne, i redactava totes les sentències i decisions del patriarca, que les signava i segellava. Presidia els sínodes en absència del patriarca, i prenia coneixement de totes les causes i afers civils i eclesiàstics, ja fossin entre el clergat, els monjos o el poble.